# Serge-Thomas Bonino
Pour les articles homonymes, voir Bonino.
Serge-Thomas Bonino, OP, né le 3 novembre 1961 dans le quartier de L'Estaque à Marseille, est un religieux et théologien catholique français. Il a été le secrétaire général de la Commission théologique internationale de 2011 à 2020. Il est depuis 2014 professeur ordinaire à la Faculté de philosophie de l'Università pontificia di san Tommaso d'Aquino in Urbe (Angelicum), dont il a été doyen de 2014 à 2023, et président de l'Académie pontificale de Saint Thomas d'Aquin (Rome).

## Biographie
Élève de l'École normale supérieure de Paris, Serge-Thomas Bonino entre 1982 dans l'ordre des frères prêcheurs (Dominicains) à Toulouse. Il obtient une maîtrise en philosophie à la Sorbonne en 1984 sous la direction de Claude Bruaire. Après la fin du service militaire à l'école militaire d'Aix-en-Provence en tant que professeur de philosophie, il étudie la théologie au centre d'études des Dominicains de Toulouse. Il est ordonné prêtre en juin 1988. Il étudie la théologie de 1988 à 1990 à l'université de Fribourg où il obtient le doctorat en 1992, avec une thèse sur saint Thomas d'Aquin, sous la direction de Jean-Pierre Torrell. Il obtient aussi un doctorat en philosophie à l'université de Poitiers sous la direction de Pierre Magnard.
De 1990 à 2014, il enseigne la philosophie médiévale à l'institut catholique de Toulouse, en même temps que la théologie dogmatique au centre d'études de Dominicains de Toulouse. De 1991 à 2011, il est directeur de la Revue thomiste. Membre de la Commission théologique internationale depuis 2004, il a présidé la sous-commission chargé du document : "Pour une éthique universelle. Nouveau regard sur la loi naturelle". Le 1er décembre 2011, il est appelé par le pape Benoît XVI pour succéder à Charles Morerod OP, comme secrétaire général de la Commission théologique internationale (CTI) . Il est reconduit dans ses fonctions le 23 septembre 2014 lorsque le pape François en renouvelle les membres. Son mandat s'est achevé en 2020. Il est depuis le 21 décembre 2011, consulteur de la Congrégation pour la doctrine de la foi.
De 2009 à 2012, il a été conseiller religieux national des Guides et Scouts d'Europe.
Membre ordinaire de l'Académie pontificale de Saint Thomas d'Aquin depuis 1999, il en est le président depuis 2014.
En 2014, il est élu doyen de la faculté de philosophie de l'Université pontificale Saint-Thomas-d'Aquin (Angelicum). Il y enseigne l'histoire des doctrines médiévales et la théologie dogmatique.

## Distinction
- Chevalier de l'ordre national du Mérite (29 novembre 2023)[4]